# TAR-21
TAR-21 är ett israeliskt bullpup-gevär för 5.56x45mm NATO eller 9×19 mm ammunition. Vapnet har en eldomställare med tre olika eldlägen: automateld, eldstötseld (engelska: burst mode) och patronvis eld. Namnet är en akronym för Tavor Assault Rifle – 21st Century, Tavor syftar på berget Tabor.
Den används främst av den Israeliska armén, IDF av Givatibrigaden (augusti 2006) and Golanibrigaden (augusti 2008) och Nahalbrigaden (2010). Resten av armén förväntas få MTAR-21, som är en variant, se nedan.
TAR-21 använder bullpupdesign, som även kan ses i franska FAMAS, brittiska SA80, österrikiska Steyr AUG, och den kinesiska Norinco QBZ-95. Fördelen med dylik design är att geväret förkortas utan att loppet blir kortare, genom att placera slagstiftsmekanismen och magasinet bakom avtryckaren. Detta ger fördelen att den minimerar silhuetten och förbättrar effektiviteten i kortdistansstrider som stadskrigföring. Vapnet kan lätt konfigureras för höger- eller vänsterskyttar. Processen kräver dock partiell nedmontering vilket gör det opraktiskt under strid.
Vapnet är relativt dyrt.

## Varianter
- TAR-21 - standardutförande avsedd för vanligt infanteri.
  - GTAR-21 - standardversion med stöd för att acceptera M203.
    - OICW - en version som skulle anpassas till diverse datateknik.

  - CTAR-21 - kompakt och kort version avsedd för specialstyrkor.
  - STAR-21 - Skarpskyttsversion med fällbara stöd och Trijicon ACOG 4x sikte.
  - MTAR-21 - Micro Tavor, kan med enkelhet ändras från 5,56 till 9 mm.
- TC-21 - Halvautomatisk version för civil användning.

## Mekanik och konstruktion
Konstruktionen skapades av Zalmen Shebs och Bor Erez, Amnon Shiloni, Motti Rosen med det uttalade syftet att göra ett gevär mer anpassat till stadskrigföring. Utvecklingen skedde ca 1991-2001, tillverkning började 2000. TAR-21 är vattentätt och lätt, jämfört med t.ex. M-16. Som standard har den inbyggt rödpunktssikte, men kan utökas med mörkersikte, ITL Mini N/SEAS och M203 granatkastare. Vapnet använder STANAG magasin och picatinnyskena. Därtill är det MILES 2000-anpassat. MTAR accepterar ljuddämpare. En integrerad granatkastare håller på att utvecklas för MTAR. Skalet tillverkas i höghållfasta polymerer och lättmetall.
TAR-21 är 720 mm, väger 3,27 kg (3,63 laddad) och har en pipa på 460 mm. Pipan är högerborrad. Vapnet har en effektiv räckvidd om 550m. Skottet färdas med 890 m/s och har då en energi om 1584 Joule. 450/900 skott / min. De olika versionerna skiljer sig åt t.ex. genom mynningshastighet där TC endast har 885 m/s och STAR har 910 m/s.
De första versionerna (som de Indien ratade) var behäftade med en mängd problem; opålitlighet, svårighet att byta magasin liggande, svårbemästrat sikte, för tjockt pistolgrepp.

## Användare
Vapnet är avsett för att bekämpa fienden.
- Albanien
- Azerbajdzjan - Azerbajdzjan köpt ett antal TAR-21 till specialtrupper av azerbajdzjanska armén under 2008.
- Brasilien
- Colombia - Den colombianska armén driver TAR-21 för sina specialstyrkor Agrupación de Fuerzas Especiales Antiterroristas Urbanas .
- Georgien - Den georgiska armén har inlett en $ 65.000.000 leveransavtal för cirka 7.000 TAR-21 gevär (även olika varianter och bärraketer granat). Dessa gevär har utsetts att ersätta AK-74 derivat som används för tillfället av 7 850 specialstyrkor personal.[uppdatering behövs]
- Guatemala - PNC - Polisen, (Policia Nacional Civil) använder TAR-21 för rutinuppgifter.
- Indien - har köpt i vart fall 3 070 Tavorgevär och används av Indiens specialstyrkors personal, till exempel Indiens norra Special gräns styrka (SFF). Dessa befanns dock vara "operativ otillfredsställande". Efter förändringar gjorts genomfördes den avtalade leveransen. Indien utvecklar även en egen version - Zittara med stöd för MKEK T-40 40 mm granatkastare.
- Israel - Vid användning av Givatibrigaden och Golanibrigaden, samt vissa specialstyrkor "enheter av Israels militär. Nahalbrigaden förväntas få den i augusti 2010, Caracalbataljonen använder den delvis sedan 2009.
- Makedonien
- Portugal - mindre mängder av TAR-21 används enheter från Policia Judiciária, liksom republikanska gardets Special Operations Company (COE), TAR-21 deltog också i tävlingen om nya gevär för de tre grenarna av portugisiska försvaret och polisen - ett bud som även innehöll lokal produktionen av TAR-21. Men den valdes bort för Heckler & Koch G36. Tävlingen har omsider ogiltigförklarats.
- Thailand - Den thailändska armén köpte 15 000 TAR-21 gevär. Ytterligare 14 000 Tavorgevär är beställda.
- Turkiet - Luftburna specialstyrkor.
- Ukraina - Israel Weapon Industries och det ukrainska forsknings- och produktionsbolaget RPC Fort kommer att gemensamt tillverka Tavor TAR-21 gevär, som kommer att träda i bruk hos ukrainska militära och polisiära specialenheter.